# Gamma-Nonalactona
La gamma-nonalactona (també anomenat aldehid C-18) és un compost químic amb una intensa olor de coco que es troba al whisky de Bourbon.